# Snoopy (computerspel)
Snoopy is een videospel uit 1984. Het spel is geprogrammeerd door Cees Kramer van Radarsoft.
Het spel is een platformspel met 20 singlescreen levels. De speler neemt de rol aan van Snoopy, de hond uit de Amerikaanse stripreeks Peanuts. In elk level moet de speler met Snoopy van links naar rechts lopen, en daarbij verschillende gevaren ontwijken. Nadat alle 20 levels zijn uitgespeeld begint het spel opnieuw, maar nu met een hogere speelsnelheid.
Snoopy is het enige Peanuts-personage in het spel. Ook gedraagt de Snoopy in het spel zich niet zoals die in de strip.